# Balka Juravka
Balka Juravka (în ucraineană Балка Журавка) este localitatea de reședință a comunei Krasnoricenske din raionul Kreminna, regiunea Luhansk, Ucraina.

## Demografie
Componența lingvistică a localității Nevske
     Ucraineană (96,7%)
     Rusă (3,16%)
Conform recensământului din 2001, majoritatea populației localității Nevske era vorbitoare de ucraineană (96,7%), existând în minoritate și vorbitori de rusă (3,16%).